# Gompholobium obcordatum
Gompholobium obcordatum är en ärtväxtart som beskrevs av Porphir Kiril Nicolai Stepanowitsch Turczaninow. Gompholobium obcordatum ingår i släktet Gompholobium och familjen ärtväxter. IUCN kategoriserar arten globalt som livskraftig. Inga underarter finns listade i Catalogue of Life.